# Damernas keirin i bancykling vid olympiska sommarspelen 2016
Damernas keirin i bancykling vid olympiska sommarspelen 2016 avgjordes den 13 augusti 2016 i Rio de Janeiro.

## Medaljörer
| Event           | Guld                       | Silver                     | Brons                  |
| Damernas keirin | Elis Ligtlee Nederländerna | Becky James Storbritannien | Anna Meares Australien |

## Resultat

### Inledande omgång
De två bästa cyklisterna gick direkt till semifinal, och övriga till uppsamlingsheat.
| Placering | Cyklist                 | Tid    | Noteringar |
| --------- | ----------------------- | ------ | ---------- |
| 1         | Kristina Vogel (GER)    |        | Q          |
| 2         | Anna Meares (AUS)       | +0,002 | Q          |
| 3         | Martha Bayona (COL)     | +0,066 |            |
| 4         | Anastasia Vojnova (RUS) | +0,186 |            |
| 5         | Gong Jinjie (CHN)       | +0,368 |            |
| 6         | Monique Sullivan (CAN)  | +0,411 |            |

| Placering | Cyklist                | Tid    | Noteringar |
| --------- | ---------------------- | ------ | ---------- |
| 1         | Becky James (GBR)      |        | Q          |
| 2         | Lee Hye-jin (KOR)      | +0,017 | Q          |
| 3         | Natasha Hansen (NZL)   | +0,018 |            |
| 4         | Helena Casas (ESP)     | +0,092 |            |
| 5         | Stephanie Morton (AUS) | +0,111 |            |
| 6         | Kate O'Brien (CAN)     | +0,244 |            |
| 7         | Miriam Welte (GER)     | +0,477 |            |

| Placering | Cyklist                   | Tid    | Noteringar |
| --------- | ------------------------- | ------ | ---------- |
| 1         | Lee Wai Sze (HKG)         |        | Q          |
| 2         | Zhong Tianshi (CHN)       | +0,212 | Q          |
| 3         | Daria Sjmeleva (RUS)      | +1,267 |            |
| 4         | Laurine van Riessen (NED) | +3,929 |            |
| 5         | Tania Calvo (ESP)         | DNF    |            |
| 6         | Virginie Cueff (FRA)      | DNF    |            |
| 7         | Olivia Podmore (NZL)      | DNF    |            |

| Placering | Cyklist                  | Tid     | Noteringar |
| --------- | ------------------------ | ------- | ---------- |
| 1         | Elis Ligtlee (NED)       |         | Q          |
| 2         | Simona Krupeckaitė (LTU) | +0,010  | Q          |
| 3         | Lisandra Guerra (CUB)    | +0,100  |            |
| 4         | Olga Ismajilova (AZE)    | +0,256  |            |
| 5         | Shannon McCurley (IRL)   | +0,431  |            |
| 6         | Sandie Clair (FRA)       | +0,555  |            |
| 7         | Liubov Basova (UKR)      | REL[R1] |            |

- R1  Relegation for riding on the blue band during the sprint

### Uppsamlingsheat
Vinnaren i varje heat gick vidare.
| Placering | Cyklist                | Tid    | Noteringar |
| --------- | ---------------------- | ------ | ---------- |
| 1         | Martha Bayona (COL)    |        | Q          |
| 2         | Stephanie Morton (AUS) | +0,085 |            |
| 3         | Virginie Cueff (FRA)   | +0,144 |            |
| 4         | Olga Ismajilova (AZE)  | +0,145 |            |

| Placering | Cyklist                   | Tid    | Noteringar |
| --------- | ------------------------- | ------ | ---------- |
| 1         | Laurine van Riessen (NED) |        | Q          |
| 2         | Natasha Hansen (NZL)      | +0,001 |            |
| 3         | Gong Jinjie (CHN)         | +0,129 |            |
| 4         | Sandie Clair (FRA)        | +0,800 |            |
| 5         | Miriam Welte (GER)        | +1,669 |            |

| Placering | Cyklist                | Tid    | Noteringar |
| --------- | ---------------------- | ------ | ---------- |
| 1         | Liubov Basova (UKR)    |        | Q          |
| 2         | Daria Sjmeleva (RUS)   | +0,116 |            |
| 3         | Helena Casas (ESP)     | +0,124 |            |
| 4         | Tania Calvo (ESP)      | +0,199 |            |
| 5         | Monique Sullivan (CAN) | +0,306 |            |

| Placering | Cyklist                 | Tid    | Noteringar |
| --------- | ----------------------- | ------ | ---------- |
| 1         | Anastasia Vojnova (RUS) |        | Q          |
| 2         | Kate O'Brien (CAN)      | +0,175 |            |
| 3         | Lisandra Guerra (CUB)   | +0,260 |            |
| 4         | Shannon McCurley (IRL)  | +0,268 |            |
| 5         | Olivia Podmore (NZL)    | +0,423 |            |

### Andra omgången
De första tre cyklisterna gick till A-final, medan övriga gick till B-final (för placering 7-12),
| Placering | Cyklist                 | Tid     | Noteringar |
| --------- | ----------------------- | ------- | ---------- |
| 1         | Kristina Vogel (GER)    |         | Q          |
| 2         | Elis Ligtlee (NED)      | +0,398  | Q          |
| 3         | Anastasia Vojnova (RUS) | +0,533  | Q          |
| 4         | Lee Hye-jin (KOR)       | +1,046  |            |
| 5         | Zhong Tianshi (CHN)     | REL[R2] |            |
| 6         | Martha Bayona (COL)     | DNF     |            |

| Placering | Cyklist                   | Tid    | Noteringar |
| --------- | ------------------------- | ------ | ---------- |
| 1         | Anna Meares (AUS)         |        | Q          |
| 2         | Becky James (GBR)         | +0,011 | Q          |
| 3         | Liubov Basova (UKR)       | +0,041 | Q          |
| 4         | Laurine van Riessen (NED) | +0,165 |            |
| 5         | Simona Krupeckaitė (LTU)  | +0,192 |            |
| 6         | Lee Wai Sze (HKG)         | DNF    |            |

- R2 Diskvalificerad för att ha överträtt linjen till banan när den andra cyklisten redan var där.

### Finaler
De slutliga placeringarna avgjordes i finalloppen.

#### B-final (plats 7-12)

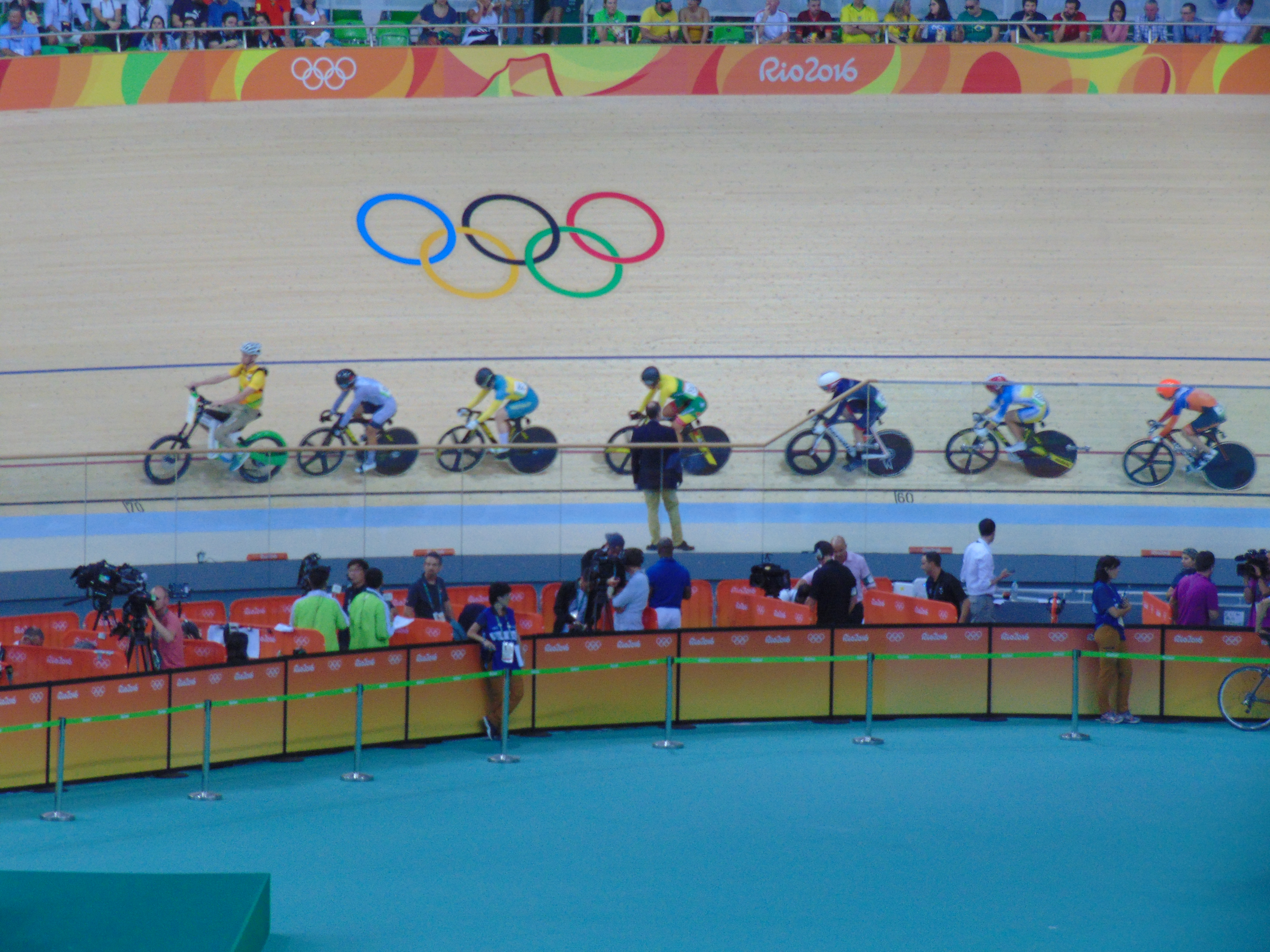
B-finalen.

| Placering | Cyklist                   | Tid    | Noteringar |
| --------- | ------------------------- | ------ | ---------- |
| 7         | Lee Wai Sze (HKG)         |        |            |
| 8         | Lee Hye-jin (KOR)         | +0,059 |            |
| 9         | Laurine van Riessen (NED) | +0,140 |            |
| 10        | Martha Bayona (COL)       | +0,220 |            |
| 11        | Zhong Tianshi (CHN)       | +0,445 |            |
| 12        | Simona Krupeckaitė (LTU)  | +0,464 |            |

#### A-final (plats 1-6)

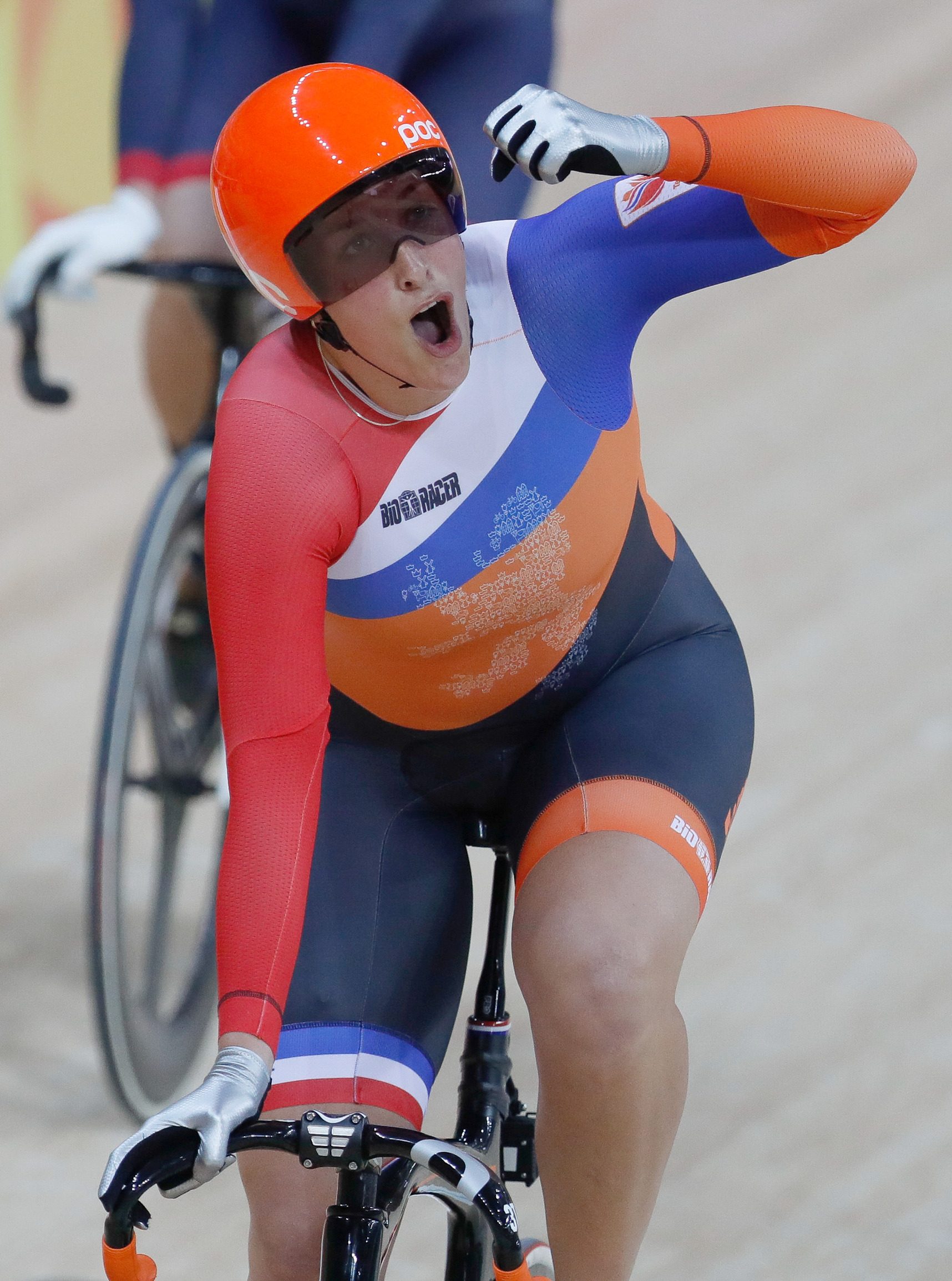
Elis Ligtlee vann A-finalen.

| Placering | Cyklist                 | Tid    | Noteringar |
| --------- | ----------------------- | ------ | ---------- |
| 1         | Elis Ligtlee (NED)      |        |            |
| 2         | Becky James (GBR)       | +0,033 |            |
| 3         | Anna Meares (AUS)       | +0,038 |            |
| 4         | Anastasia Vojnova (RUS) | +0,111 |            |
| 5         | Liubov Basova (UKR)     | +0,152 |            |
| 6         | Kristina Vogel (GER)    | +0,163 |            |